# Aire urbaine d'Aulnoye-Aymeries
L'aire urbaine d'Aulnoye-Aymeries est une ancienne aire urbaine française centrée sur la ville d'Aulnoye-Aymeries. En 2011, elle a été intégrée à l'aire urbaine de Maubeuge.

## Caractéristiques
D'après la définition qu'en donne l'INSEE, l'aire urbaine d'Aulnoye-Aymeries est composée de 6 communes, situées dans le Nord. Ses 20 047 habitants font d'elle la 255e aire urbaine de France.
5 communes de l'aire urbaine sont des pôles urbains.
Le tableau suivant détaille la répartition de l'aire urbaine sur le département (les pourcentages s'entendent en proportion du département) :
| Département | Communes | Communes (%) | Superficie (km²) | Superficie (%) | Population (1999) | Population (%) |
| ----------- | -------- | ------------ | ---------------- | -------------- | ----------------- | -------------- |
| Nord        | 6        | 0,9          | 52,50            | 0,9            | 20 047            | 0,8            |

## Communes

L'aire urbaine d'Aulnoye-Aymeries

Voici la liste des communes françaises de l'aire urbaine d'Aulnoye-Aymeries.
| Code INSEE | Commune          | Type                  | Département | Superficie (km²) | Population (1999) | Densité (hab./km²) |
| ---------- | ---------------- | --------------------- | ----------- | ---------------- | ----------------- | ------------------ |
| 59033      | Aulnoye-Aymeries | Pôle urbain           | Nord        | +0008,66         | +0 0009 203,      | +01 062,7          |
| 59041      | Bachant          | Pôle urbain           | Nord        | +0009,37         | +0 0002 368,      | +00252,72          |
| 59068      | Berlaimont       | Pôle urbain           | Nord        | +0013,1          | +0 0003 229,      | +00246,49          |
| 59344      | Leval            | Pôle urbain           | Nord        | +0005,89         | +0 0002 393,      | +00406,28          |
| 59467      | Pont-sur-Sambre  | Pôle urbain           | Nord        | +0011,33         | +0 0002 564,      | +00226,3           |
| 59556      | Sassegnies       | Commune monopolarisée | Nord        | +0004,15         | +00 000290,       | +00069,88          |
|            | Total            |                       |             | +0052,5          | +00020 047,       | +00381,85          |